# Skaryszew (gemeente)
De gemeente Skaryszew is een stad- en landgemeente in het Poolse woiwodschap Mazovië, in powiat Radomski.
De zetel van de gemeente is in Skaryszew.
Op 30 juni 2004 telde de gemeente 13 159 inwoners.

## Oppervlakte gegevens
In 2002 bedroeg de totale oppervlakte van gemeente Skaryszew 171,41 km², waarvan:
- agrarisch gebied: 77%
- bossen: 17%

De gemeente beslaat 11,21% van de totale oppervlakte van de powiat.

## Demografie
Stand op 30 juni 2004:
| Omschrijving                   | Totaal | Totaal | Vrouwen | Vrouwen | Mannen | Mannen |
| ------------------------------ | ------ | ------ | ------- | ------- | ------ | ------ |
| eenheid                        | aantal | %      | aantal  | %       | aantal | %      |
| inwoners                       | 13 159 | 100    | 6604    | 50,2    | 6555   | 49,8   |
| bevolkingsdichtheid (inw./km²) | 76,8   | 76,8   | 38,5    | 38,5    | 38,2   | 38,2   |

In 2002 bedroeg het gemiddelde inkomen per inwoner 1243,88 zł.

## Administratieve plaatsen (sołectwo)
Anielin, Antoniów, Bogusławice, Bujak, Chomętów-Puszcz, Chomętów-Socha, Chomętów-Szczygieł, Edwardów, Gębarzów, Gębarzów-Kolonia, Grabina, Huta Skaryszewska, Janów, Kazimierówka, Kłonowiec-Koracz, Kłonowiec-Kurek, Kobylany, Makowiec, Maków, Maków Nowy, Miasteczko, Modrzejowice, Niwa Odechowska, Nowy Dzierzkówek, Odechowiec, Odechów, Podsuliszka, Sołtyków, Stary Dzierzkówek, Tomaszów, Wilczna, Wólka Twarogowa, Wymysłów, Zalesie.

## Aangrenzende gemeenten
Gózd, Iłża, Kazanów, Kowala, Radom, Tczów, Wierzbica